# Organa Peak
Organa Peak är en bergstopp i Antarktis. Den ligger i Sydshetlandsöarna. Argentina, Chile och Storbritannien gör anspråk på området. Toppen på Organa Peak är 902 meter över havet. Organa Peak ingår i Imeon Range.
Terrängen runt Organa Peak är huvudsakligen bergig, men åt sydost är den kuperad. Havet är nära Organa Peak åt sydväst. Trakten är obefolkad. Det finns inga samhällen i närheten. 